# Kurt Voigtmann
Kurt Voigtmann (* 9. August 1918) ist ein ehemaliger deutscher Fußballspieler. Er spielte Erstligafußball in der Gauliga und der DDR-Oberliga.

## Sportliche Laufbahn
Voigtmann tauchte als 23-Jähriger erstmals 1941/42 im deutschen Erstligafußball auf. In dieser Saison spielte er für den Planitzer SC in der Gauliga Sachsen. Mit den Westsachsen wurde er zwar Gaumeister, wurde aber in den Spielen um die deutsche Meisterschaft nicht eingesetzt. 1942/43 war Voigtmann in der Gauliga Württemberg für die Stuttgarter Kickers aktiv.
Nach dem Ende des Zweiten Weltkriegs kehrte er nach Sachsen zurück, wo er 1950/51 mit der Betriebssportgemeinschaft (BSG) Fewa Chemnitz die erste Saison der neu gegründeten zweitklassigen DDR-Liga bestritt. Als Angreifer auf der linken Seite oder als Mittelstürmer bestritt er alle 18 Punktspiele. In den folgenden Spielzeiten gehörte er stets zum Stammpersonal der inzwischen in Chemie Chemnitz und ab 1953 in Chemie Karl-Marx-Stadt umbenannten BSG. In der Saison 1953/54 stieg die BSG Chemie in die DDR-Oberliga auf, Voigtmann war daran mit 24 von 26 Spielen und fünf Toren beteiligt. In seinen bis dahin vier DDR-Liga-Spielzeiten hatte er 82 Punktspiele bestritten und 19 Tore geschossen. Er hatte nur bei acht Begegnungen gefehlt.
Als die Karl-Marx-Städter 1954/55 in ihre erste Oberligasaison starteten, war Voigtmann bereits 36 Jahre alt. Die Hinrunde absolvierte er bis auf eine Partie voll durch, danach kam er nur noch viermal zum Einsatz, so dass er von den 26 ausgetragenen Punktspielen lediglich 16 bestritt. In der Regel als Linksaußenstürmer eingesetzt, kam er zu zwei Torerfolgen. Sein letztes Pflichtspiel für die BSG Chemie war die Begegnung des vorletzten Saisonspieltages am 17. April 1955 SC Einheit Dresden – BSG Chemie (1:0), in der Voigtmann als halblinker Stürmer antrat.